# Mięsień językowy własny
Mięsień językowy własny (łac. musculus lingualis proprius) – zbiorcze określenie mięśni budujących język, dokładniej mięśni wewnętrznych języka.
Język to narząd znajdujący się w jamie ustnej, zbudowany prawie wyłącznie z mięśni, zaopatrywanych przez nerw podjęzykowy (XII nerw czaszkowy). Mięśnie te można podzielić na mięśnie wewnętrzne języka, niemające przyczepu na szkielecie, oraz mięśnie zewnętrzne języka, rozpoczynające się na kościach.
Mięsień językowy własny tworzą włókna mięśniowe zdążające w różnorodnych kierunkach. W efekcie przeplatają się, tworząc strukturę przywodzącą na myśl pilśń. W zależności od kierunku zapewniają one różne ruchy języka. Może to być skracanie i wydłużanie, zwężanie i rozszerzanie, unoszenie i obniżanie oraz spłaszczanie i zgrubianie języka.
U człowieka do tej grupy mięśni należą mięsień podłużny górny, mięsień podłużny dolny, mięsień poprzeczny języka i mięsień pionowy języka.